# Сааринен, Ээро
Э́эро Са́аринен (фин. Eero Saarinen; 20 августа 1910[…], Киркконумми, Нюландская губерния — 1 сентября 1961[…], Анн-Арбор, Мичиган) — один из крупнейших архитекторов и дизайнеров мебели XX века. Имел финское происхождение; сын архитектора Элиеля Сааринена, который в 1923 году эмигрировал с семьей в США. Кавалер Золотой медали Американского института архитектуры (1962).

## Биография
С тринадцати лет жил при Кранбрукской школе в Блумфилд-Хиллсе (пригороде Детройта), где преподавал его отец. Посещал в Париже художественное училище Гранд-Шомьер. В 1934 году получил диплом Школы архитектуры Йельского университета. Получил в 1940 году американское гражданство.

Одна из первых самостоятельных работ — перестройка Шведского театра Николая Бенуа в Хельсинки (1935). Спроектировал Морской павильон «Раннахооне» Нарва-Йыэсуу Эстония (Построен в 1935 году. Стиль модерн. Здание имело много веранд и балконов. Внутри в центре размещалось кафе, а по бокам — душевые кабины и комнаты для переодевания). 
Поначалу Сааринен привлёк к себе внимание оригинальным подходом к дизайну предметов мебели. Его разработки «стул-тюльпан», «стул-кузнечик», «кресло-чрево» были запущены в промышленное производство и пользовались большим спросом.
В 1947 году проектирует первое в своей карьере грандиозное сооружение — 192-метровые Ворота Запада в Сент-Луисе.
С произведениями отца его сближали тяготение к индивидуализму, символизму и романтизму, уравновешенность масс и чистота линий. Его аэровокзалы сравнивали с летящими птицами, стадионы — с восточными храмами.
В поисках нового экспрессионизма Сааринен провозгласил, что «в нашей деятельности за всякой логической целью кроется эмоциональная первопричина». Пропагандировал использование нетрадиционных материалов, таких как керамика и алюминий. Широко использовал перекрытия-оболочки.
В одном из самых масштабных проектов Сааринена, техническом центре «Дженерал-Моторс» в Уоррене, Мичиган, наметился явный разрыв с прямолинейностью интернационального стиля Миса. Однако в случае, когда этого требовал характер проекта или ландшафт, Сааринен без колебаний возвращался к «интернационализму».
Сааринен занимал доминирующее положение в американской архитектуре послевоенного времени и пользовался колоссальным авторитетом. Возглавляя жюри архитектурного конкурса на лучший проект Сиднейского оперного театра, Сааринен присудил победу малоизвестному датчанину Йорну Утзону.
Основные работы — Смитсоновский институт в Вашингтоне, хоккейный каток Йельского университета, посольство США в Лондоне, аэровокзал авиакомпании TWA в международном аэропорту имени Кеннеди в Нью-Йорке, аэровокзал в аэропорту имени Даллеса близ Вашингтона.
Сааринен женился на скульпторе Лилиан Суонн в 1939 году, с которой у него было двое детей, Эрик и Сьюзен. Брак закончился разводом в 1954 году. В том же году он женился на Элин Бернстайн Лаучхейм, обозревательнице секции искусства в New York Times, имел сына, названного в честь друга, Чарлза Имза. Скончался в расцвете творческих сил от опухоли мозга. Похоронен в городе Трое.
- Проекты Ээро Сааринена
- Ээро Сааринен. Кресло «Тюльпан» (1956)
- Аэровокзал авиакомпании TWA в аэропорту Кеннеди
- Ворота Запада в Сент-Луисе
- Вашингтонский аэропорт имени Даллеса
- Юридический факультет Чикагского университета
- Церковь в Коламбусе, штат Индиана
- Каток «Йельский кит» в Нью-Хэйвене